# Popis hrvatskih veleposlanika pri Svetoj Stolici
Republika Hrvatska i Sveta Stolica održavaju diplomatske odnose od 8. veljače 1992. Sjedište veleposlanstva je u palači Rusticucci-Accoramboni u Rimu, nedaleko Vatikana.

## Veleposlanici
Veleposlanstvo Republike Hrvatske pri Svetoj Stolici osnovano je odlukom predsjednika Republike od 11. ožujka 1992
| Veleposlanik    | Postavljenje       | Opoziv              | Sjedište |
| --------------- | ------------------ | ------------------- | -------- |
| Ive Livljanić   | 11. ožujka 1992.   | 31. kolovoza 1998.  | Vatikan  |
| Marijan Šunjić  | 1. rujna 1998.     | 31. listopada 2000. | Vatikan  |
| Franjo Zenko    | 1. studenoga 2000. | 31. listopada 2004. | Vatikan  |
| Emilio Marin    | 1. studenoga 2004. | 28. veljače 2011.   | Vatikan  |
| Filip Vučak     | 1. ožujka 2011.    | 31. listopada 2015. | Vatikan  |
| Neven Pelicarić | 1. studenoga 2015. | 8. ožujka 2021.     | Vatikan  |

## Vanjske poveznice
- Sveta Stolica na stranici MVEP-a